# 磯貝勝太郎
磯貝 勝太郎（いそがい かつたろう、1935年1月26日 - 2016年6月16日）は、日本の文芸評論家。日本文芸家協会、日本ペンクラブ、大衆文学研究会、各会員。

## 生涯
東京牛込区生まれ。少年時代、歌舞伎に熱中する父親のもとで講談全集を読みあさる。1945年の東京大空襲で埼玉県川口市に移り家計の事情で高校進学を断念、通商産業省の研究所給仕となった。その後、夜学へ通ったのち昼間の大学にも進む。1961年、慶應義塾大学文学部図書館学科を卒業。
もとは作家志望だったが、のち大衆文学研究を志す。国際基督教大学図書館に勤務し主幹となった。のちに「国際基督教大学史」の編纂主幹。
1980年から海音寺潮五郎記念会評議員、1996年から司馬遼太郎記念財団評議員、2001年から新田次郎文学会監事、2000年から大衆文学研究会副会長を務め、さいたま市スポーツ文学賞選考委員も務めた。

## 受賞
- 1983年、長年の大衆文学評論の業績から長谷川伸賞
- 2001年、『司馬遼太郎の風音』で尾崎秀樹記念大衆文学研究賞（評論・伝記部門）受賞
- 2008年、「長年にわたるスポーツ文学賞最終選考委員としての功績にたいして」さいたま市文化賞受賞 [13]

## 著書
- 『歴史小説の種本』日本古書通信社 古通豆本　1976
- 『司馬遼太郎の風音』日本放送出版協会 2001
- 『司馬遼太郎の幻想ロマン』集英社新書 2012

### 編著
- 『七人の武蔵』編 2002 角川文庫
- 『武蔵と日本人 価値の転変する時代に。』縄田一男共編 日本放送出版協会 2003

## 参考
- 文藝年鑑2012
- 司馬遼太郎の幻想ロマン